# Leudoví de Trèveris
Liutwí o Lieví o Leudoví, llatí Leudwinus (també Leudwinus, Leutwinus, Liutwin; francès Lievin) (vers 660 - 722), fou comte i bisbe de Trèveris, 697-715 o 685-704. Els seus pares foren Warinus (Warí o Guerí), comte de Poitiers (638-677) i Kunza, potser filla de Clodulf, bisbe de Metz. Fou enterrat a Mettlach.
Rotruda que es va casar amb Carles Martell, ha estat suggerida com la seva filla, i haver cedit el Chrod- element en el seu nom (Chrodtrudis). S'ha suggerit també que la seva mare, la muller de Liutwí, podria haver estat filla o parenta del comte Robert, el primer comte robertià.